# Seattle Seahawks 2007
La stagione 2007 dei Seattle Seahawks fu la 32ª della squadra nella National Football League. La squadra migliorò il suo record di 9-7 nella stagione 2006 e vinse per la quarta volta consecutiva il titolo di division della NFC West, qualificandosi per i playoff per il quinto anno consecutivo. Inoltre, stabilì il record NFL per il minor numero di penalità subite da quando la NFL allargò la stagione a 16 partite, con 59.

## Draft NFL 2007

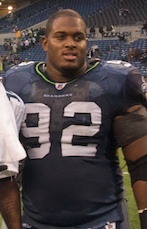
Brandon Mebane fu scelto dai Seahawks nel terzo giro del Draft 2007.

| Scelte dei Seahawks nel Draft 2007 |                  |                  |                 |
| Giro/Scelta                        | Giocatore        | Ruolo            | College         |
| 2/55                               | Josh Wilson      | Cornerback       | Maryland        |
| 3/85                               | Brandon Mebane   | Defensive tackle | California      |
| 4/120                              | Baraka Atkins    | Defensive end    | Miami (Florida) |
| 4/124                              | Mansfield Wrotto | Guard            | Georgia Tech    |
| 5/161                              | Will Herring     | Linebacker       | Auburn          |
| 6/197                              | Courtney Taylor  | Wide receiver    | Auburn          |
| 6/210                              | Jordan Kent      | Wide Receiver    | Oregon          |
| 7/232                              | Steve Vallos     | Guard            | Wake Forest     |

## Roster
| Roster dei Seattle Seahawks nella stagione 2007 |
| --- |
| Quarterback - 8 Matt Hasselbeck - 15 Seneca Wallace Running Back - 37 Shaun Alexander - 34 David Kirtman - 44 Fred McCrary FB - 20 Maurice Morris - 36 Alvin Pearman - 33 Josh Scobey - 38 Mack Strong FB - 43 Leonard Weaver Wide Receiver - 83 Deion Branch - 81 Nate Burleson KR - 84 Bobby Engram - 18 D.J. Hackett - 87 Ben Obomanu - 86 Courtney Taylor Tight End - 85 Will Heller - 47 Bennie Joppru - 88 Marcus Pollard - 48 Derek Rackley - 49 Jeff Robinson - 89 Boone Stutz Offensive Linemen - 68 Tom Ashworth T - 62 Chris Gray G - 71 Walter Jones T - 75 Sean Locklear T - 67 Rob Sims G - 65 Chris Spencer C - 74 Ray Willis T - 77 Floyd Womack T Defensive Linemen - 98 Baraka Atkins DE - 52 Jason Babin DE - 99 Rocky Bernard DT - 91 Chartric Darby DT - 94 Bryce Fisher DE - 94 Howard Green DT - 97 Patrick Kerney DE - 92 Brandon Mebane DT - 55 Darryl Tapp DE - 93 Craig Terrill DT - 95 Ellis Wyms DE Linebacker - 57 Kevin Bentley - 54 Will Herring - 56 Leroy Hill - 53 Niko Koutouvides - 50 Lance Laury - 59 Julian Peterson - 51 Lofa Tatupu Defensive Back - 27 Jordan Babineaux - 24 Deon Grant S - 42 Mike Green - 32 Kevin Hobbs - 21 Kelly Jennings CB - 25 Brian Russell S - 23 Marcus Trufant CB - 39 C.J. Wallace - 26 Josh Wilson Special Team - 3 Josh Brown K - 1 Ryan Plackemeier P |
| Legenda - I rookie sono in corsivo. - Il primo ruolo è il principale mentre gli eventuali successivi indicano i ruoli secondari. - (IR) sta per Injured Reserve ed indica la lista ristretta per un solo giocatore infortunato che può tornare ad allenarsi dopo la settimana 6 e a rientrare in prima squadra dopo che questa ha giocato 8 partite. - (NF-Inj.) / (NF-Ill.) stanno rispettivamente per Non-Football Injured e Non-Football Illness ed indicano le liste dove viene inserito un giocatore che ha un infortunio o una malattia non dipendente dal football americano. - (PUP) sta per Physically Unable to Perform ed indica la lista dove viene inserito un giocatore mentre è in attesa di recuperare la condizione fisica. Nella stagione regolare dopo la sesta partita giocata dalla propria squadra, il giocatore ha tempo tre settimane per riprendere ad allenarsi, più tre settimane aggiuntive dal suo rientro agli allenamenti per rientrare in prima squadra. |

## Calendario

### Stagione regolare
| Settimana | Data               | Ora                | Avversario             | Risultato          | Risultato          | Stadio                           | Tabellino          | TV                 |
| Settimana | Data               | Ora                | Avversario             | Punteggio          | Record             | Stadio                           | Tabellino          | TV                 |
| --------- | ------------------ | ------------------ | ---------------------- | ------------------ | ------------------ | -------------------------------- | ------------------ | ------------------ |
| 1         | Settembre 9        | 1:15 p.m. PDT      | Tampa Bay Buccaneers   | V 20-6             | 1-0                | Qwest Field                      | Recap              | Fox                |
| 2         | Settembre 16       | 1:05 p.m. PDT      | at Arizona Cardinals   | S 20-23            | 1-1                | University of Phoenix Stadium    | Recap              | Fox                |
| 3         | Settembre 23       | 1:05 p.m. PDT      | Cincinnati Bengals     | V 24-21            | 2-1                | Qwest Field                      | Recap              | CBS                |
| 4         | Settembre 30       | 1:05 p.m. PDT      | at San Francisco 49ers | V 23-3             | 3-1                | Bill Walsh Field at Monster Park | Recap              | Fox                |
| 5         | Ottobre 7          | 10:00 a.m. PDT     | at Pittsburgh Steelers | S 0-21             | 3-2                | Heinz Field                      | Recap              | Fox                |
| 6         | Ottobre 14         | 5:15 p.m. PDT      | New Orleans Saints     | S 17-28            | 3-3                | Qwest Field                      | Recap              | NBC                |
| 7         | Ottobre 21         | 1:15 p.m. PDT      | St. Louis Rams         | V 33-6             | 4-3                | Qwest Field                      | Recap              | Fox                |
| 8         | Settimana di pausa | Settimana di pausa | Settimana di pausa     | Settimana di pausa | Settimana di pausa | Settimana di pausa               | Settimana di pausa | Settimana di pausa |
| 9         | Novembre 4         | 1:05 p.m. PST      | at Cleveland Browns    | S 30-33            | 4-4                | Cleveland Browns Stadium         | Recap              | Fox                |
| 10        | Novembre 12        | 5:30 p.m. PST      | San Francisco 49ers    | V 24-0             | 5-4                | Qwest Field                      | Recap              | ESPN               |
| 11        | Novembre 18        | 1:15 p.m. PST      | Chicago Bears          | V 30-23            | 6-4                | Qwest Field                      | Recap              | Fox                |
| 12        | Novembre 25        | 10:00 a.m. PST     | at St. Louis Rams      | V 24-19            | 7-4                | Edward Jones Dome                | Recap              | Fox                |
| 13        | Dicembre 2         | 10:00 a.m. PST     | at Philadelphia Eagles | V 28-24            | 8-4                | Lincoln Financial Field          | Recap              | Fox                |
| 14        | Dicembre 9         | 1:05 p.m. PST      | Arizona Cardinals      | V 42-21            | 9-4                | Qwest Field                      | Recap              | Fox                |
| 15        | Dicembre 16        | 10:00 a.m. PST     | at Carolina Panthers   | S 10-13            | 9-5                | Bank of America Stadium          | Recap              | Fox                |
| 16        | Dicembre 23        | 1:15 p.m. PST      | Baltimore Ravens       | V 27-6             | 10-5               | Qwest Field                      | Recap              | CBS                |
| 17        | Dicembre 30        | 10:00 a.m. PST     | at Atlanta Falcons     | S 41-44            | 10-6               | Georgia Dome                     | Recap              | Fox                |

### Playoff
| Turno      | Data            | Avversario (#)          | Risultato | Record | Stadio        | Tabellino | TV  |
| ---------- | --------------- | ----------------------- | --------- | ------ | ------------- | --------- | --- |
| Wild Card  | 5 gennaio 2008  | Washington Redskins (6) | V 35-14   | 11-6   | Qwest Field   | Recap     | NBC |
| Divisional | 12 gennaio 2008 | Green Bay Packers (2)   | S 20-42   | 11-7   | Lambeau Field | Recap     | Fox |

## Leader della squadra
| Leader della squadra   |                                |       |
| Categoria              | Giocatore                      | N.    |
| Yard passate           | Matt Hasselbeck                | 3.966 |
| Touchdown passati      | Matt Hasselbeck                | 28    |
| Yard corse             | Shaun Alexander                | 716   |
| Touchdown su corsa     | Shaun Alexander Maurice Morris | 4     |
| Ricezioni              | Bobby Engram                   | 94    |
| Yard ricevute          | Bobby Engram                   | 1.147 |
| Touchdown su ricezione | Nate Burleson                  | 9     |
| Sack                   | Patrick Kerney                 | 14,5  |
| Intercetti             | Marcus Trufant                 | 7     |

## Pro Bowler
I seguenti giocatori dei Seahawks sono stati convocati per il Pro Bowl 2008.
- QB Matt Hasselbeck (come riserva)
- LT Walter Jones (non disputato per infortunio)
- DE Patrick Kerney (non disputato per infortunio)
- LB Julian Peterson (come titolare)
- LB Lofa Tatupu (come titolare)
- CB Marcus Trufant (come titolare)